# Simone Brentana

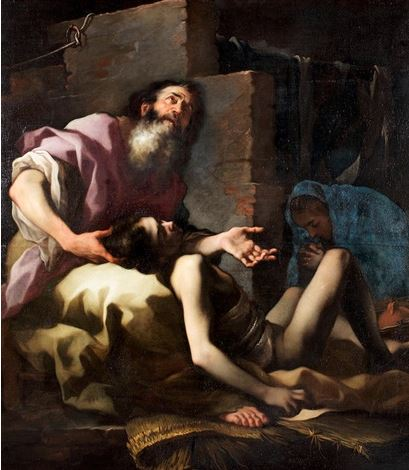
Élie et la veuve de Sarepta

Simone Brentana (né à Venise le 20 janvier 1656 et mort à Vérone le 9 juin 1742  ) est un peintre italien de la période baroque, actif à Vérone .

## Biographie
Simone Brentana est né à Venise de Domenico Brentana, mais est devenu orphelin à l'âge de neuf ans. Après une éducation variée incluant la musique, il suit une formation de peintre à Venise avec Pietro Negri, fréquentant l'Académie des beaux-arts de Venise, puis déménage en 1685 à Vérone, où se trouvent la plupart de ses peintures.
Parmi ses élèves figurent Antonio Baroni, Michelangelo Spada, Tommaso Dossi, Antonio Elenetti, Giovanni Battista Marcola et Lodovico Buffetti .